# Mitrapsylla albalineata
Mitrapsylla albalineata är en insektsart som beskrevs av Crawford 1914. Mitrapsylla albalineata ingår i släktet Mitrapsylla och familjen rundbladloppor. Inga underarter finns listade i Catalogue of Life.